# Edmund Halley
Edmond (o Edmund) Halley FRS (Reino Unido: /ˈɛdmənd ˈhæli/;) (Haggerston, Middlesex, 29 de octubrejul./ 8 de noviembre de 1656greg.-Greenwich, 3 de enerojul./ 14 de enero de 1742greg.) fue un astrónomo, matemático y físico inglés, recordado por el cálculo de la órbita del cometa Halley nombrado en su memoria.
Desde un observatorio que construyó en la isla de Santa Elena, Halley catalogó en 1676-1677 el hemisferio celeste sur (el resultado fue publicado en Londres en 1679, el Catalogus stellarum australium, obra que tabula la posición de 341 estrellas australes). Allí registró un tránsito de Mercurio a través del Sol y se dio cuenta de que un tránsito de Venus análogo podría usarse para determinar las distancias entre la Tierra, Venus y el Sol. (En 1693 y 1716 publicó en Philosophical Transactions su método para la determinación de la paralaje del Sol por medio de los tránsitos de Venus.)
A su regreso a Inglaterra en 1678, fue nombrado miembro de la Royal Society —de la que llegó a ser  clerk (1686) y secretario (1702), pero no presidente, ya que Newton  lo fue desde 1703— y, con la ayuda del rey Carlos II, obtuvo una maestría en Oxford.
Amigo de Isaac Newton, Halley lo alentó a escribir la obra Philosophiæ Naturalis Principia Mathematica (1687), que ayudó a financiar.
A partir de las observaciones realizadas en septiembre de 1682 del paso de un  cometa, Halley utilizó las leyes del movimiento de Newton para calcular por primera vez su órbita, sosteniendo en su obra de 1705 Synopsis of the Astronomy of Comets [Sinopsis de la astronomía de los cometa]. que era el mismo que había sido visto en 1531 y 1607, y anunciando que volvería a pasar en 1758 (que Halley  no vivió para ver). En su honor se dio al cometa su nombre y hoy día se conoce como 1P/Halley.
A partir de 1698, Halley realizó dos expediciones de navegación a bordo del  Paramore por las costas de África austral y de América, haciendo observaciones sobre las condiciones del magnetismo terrestre. El fruto más importante de esas expediciones fue la primera carta de la variación de la declinación magnética, con las curvas isógonas. En 1718 descubrió el movimiento propio de las estrellas «fijas» reflexionó sobre la posibilidad de medir las distancias estelares por medio del paralaje estelar y calculó aproximadamente la distancia existente entre el Sol y Sirio, que estimó en 120 000 veces la distancia entra la Tierra y el Sol.
En 1712, sin el permiso del astrónomo real, John Flamsteed, publicó un mapa estelar con el material obtenido por este. En 1725 aparecería una edición autorizada en tres volúmenes, que contaba con la posición exacta de 3000 estrellas determinadas desde el recientemente inaugurado Observatorio de Greenwich. A la muerte de John Flamsteed, en 1720 le sucedió como astrónomo real y director del Observatorio de Greenwich, cargo que ocupó hasta su muerte.
Se casó en 1682 con Mary Tooke y tuvieron dos hijas y un hijo. Halley murió en Greenwich en 1742 a los 85 años.

## Biografía
Halley nació en Haggerston en Middlesex. Según Halley, su fecha de nacimiento fue el 29 de octubrejul./ 8 de noviembre de 1656greg.. Su padre, Edmond Halley Sr., provenía de una familia de Derbyshire y era un rico fabricante de jabón en Londres. Siendo niño, Halley estaba muy interesado en las matemáticas. Estudió en la St Paul's School de Londres, donde desarrolló su interés inicial por la astronomía, y fue elegido capitán de la escuela en 1671. El 24 de octubrejul./ 3 de noviembre de 1672greg. murió su madre, Anne Robinson.  En julio de 1673, comenzó a estudiar en The Queen's College, Oxford. Halley llevó consigo un telescopio de veinticuatro pies (7,3 m), aparentemente pagado por su padre. Cuando aún era estudiante, Halley publicó artículos sobre el Sistema Solar y las manchas solares. En marzo de 1675, escribió a John Flamsteed, el astrónomo real (el primero de Inglaterra), diciéndole que las principales tablas publicadas sobre las posiciones de Júpiter y Saturno eran erróneas, al igual que algunas de las posiciones estelares de Tycho Brahe.

## Carrera

### Publicaciones e invenciones

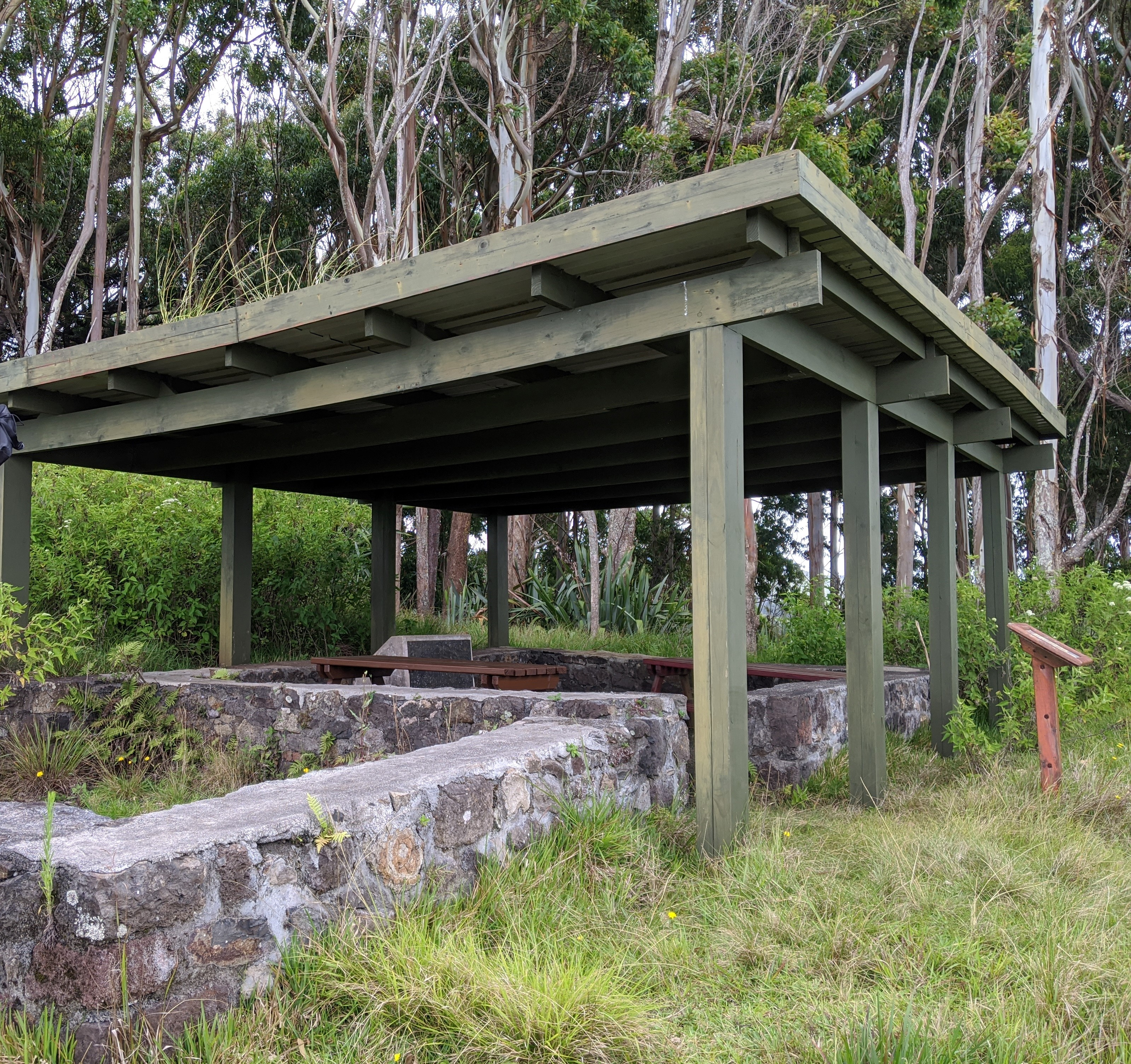
Sitio del Observatorio de Halley en Santa Elena

En 1676, Flamsteed ayudó a Halley a publicar en Philosophical Transactions of the Royal Society  su primer artículo científicio, dedicado al estudio de las órbitas planetarias, titulado «A Direct and Geometrical Method of Finding the Aphelia, Eccentricities, and Proportions of the Primary Planets, Without Supposing Equality in Angular Motion» [Un método directo y geométrico para encontrar el afelio, las excentricidades y las proporciones de los planetas primarios, sin suponer igualdad en el movimiento angular]. Influenciado por el proyecto de Flamsteed de compilar un catálogo de estrellas del hemisferio celeste boreal, Halley se propuso hacer lo mismo para el cielo del sur, abandonando la escuela para hacerlo. Eligió la isla de Santa Elena en el Atlántico sur, en la costa occidental de África, desde donde podría observar no solo las estrellas del sur, sino también algunas de las estrellas del norte con las que cruzarlas.  El rey Carlos II apoyó su esfuerzo. Halley navegó a la isla a fines de 1676, luego instaló un observatorio con un gran sextante con miras telescópicas. Llevó relojes, micrómetros y un gran telescopio refractor de 7,3 metros de longitud que utilizó con gran provecho, pese a las malas condiciones atmosféricas. Durante un año, realizó muchas observaciones con las que produciría el primer catálogo del cielo austral, y observó un tránsito de Mercurio frente al Sol. Centrándose en esta última observación, Halley se dio cuenta de que observar la paralaje solar de un planeta, especialmente si se pudiera usar el tránsito de Venus, que no ocurriría durante su vida, podría usarse para determinar trigonométricamente las distancias entre la Tierra, Venus y el Sol.

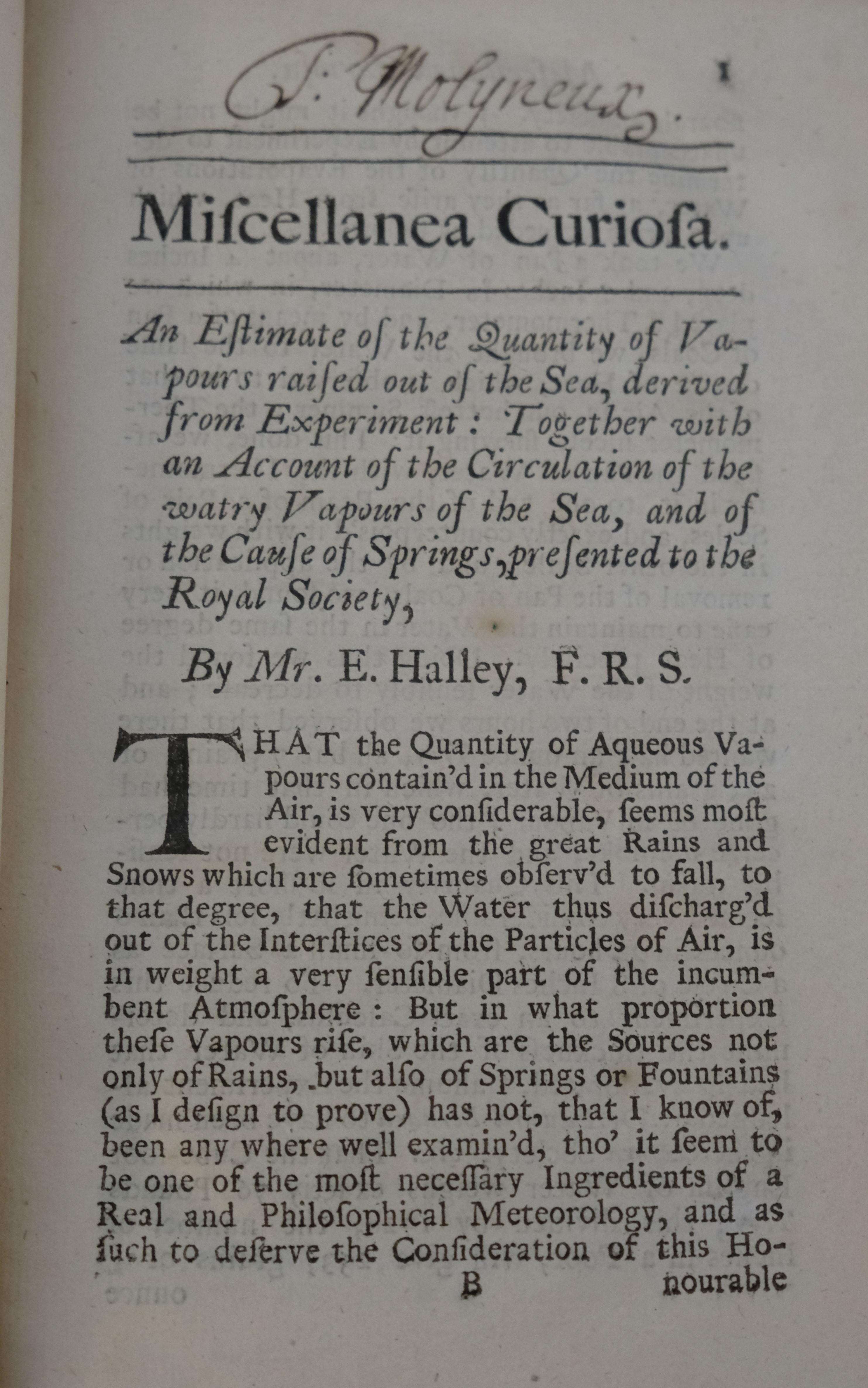
Primera página del volumen I de Miscellanea curiosa publicada por la Royal Society (1705), en la que Halley escribió «An estimate of the quantity of vapours raised out of the sea, derived from experiment» [Una estimación de la cantidad de vapores que se elevan del mar, derivada de un experimento].

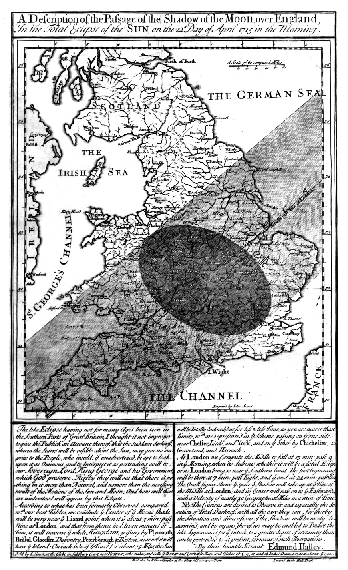
Mapa de Halley de la trayectoria del Eclipse solar de 3 de mayo de 1715 a través de Inglaterra.

Halley regresó a Inglaterra en mayo de 1678 y usó sus datos para producir una carta estelar de las estrellas del sur. La Universidad de Oxford no le permitió el reingreso porque había violado sus requisitos de residencia cuando se fue a Santa Elena. Hizo un llamamiento a Carlos II, quien firmó una carta solicitando que Halley fuera incondicionalmente premiado con su título de Maestría en Artes, que la universidad le otorgó el 3 de diciembre de 1678.  Solo unos días antes, Halley había sido elegido como miembro de la Royal Society, a la edad de 22 años. En 1679, publicó  Catalogus Stellarum Australium  [Un catálogo de las estrellas australes], que incluía su mapa y descripciones de 341 estrellas. Robert Hooke presentó el catálogo a la Royal Society. A mediados de 1679, Halley fue a Danzig (Gdańsk) en nombre de la Sociedad para ayudar a resolver una disputa: debido a que los instrumentos de observación del astrónomo Johannes Hevelius no estaban equipados con miras telescópicas, Flamsteed y Hooke habían cuestionado la precisión de sus observaciones; Halley se quedó con Hevelius y revisó sus observaciones y descubrió que eran bastante precisas.
En 1681, Giovanni Domenico Cassini le contó a Halley su teoría de que los cometas eran objetos en órbita. En septiembre de 1682, Halley llevó a cabo una serie de observaciones de lo que se conocera como cometa Halley, ya que su nombre se asoció con él debido a sus trabajos en su órbita y a la predicción de su regreso en 1758 (que no vivió para ver). A principios de 1686, Halley fue elegido para el nuevo cargo de secretario de la Royal Society, lo que le obligó a renunciar a su beca y administrar la correspondencia y las reuniones, así como editar las  Philosophical Transactions.  También en 1686, Halley publicó la segunda parte de los resultados de su expedición heleniana, un artículo y un gráfico sobre los vientos alisios y los monzones. Los símbolos que usó para representar los vientos de arrastre todavía existen en la mayoría de las representaciones de mapas meteorológicos modernos. En este artículo identificó el calentamiento solar como la causa de los movimientos atmosféricos. También estableció la relación entre la presión barométrica y la altitud sobre el nivel del mar. Sus gráficos fueron una contribución importante al emergente campo  de la visualización de información.
Halley pasó la mayor parte de su tiempo en realizar observaciones lunares, pero también estaba interesado en los problemas sobre la gravedad. Un problema que atrajo su atención fue la demostración de las leyes de Kepler del movimiento planetario. En agosto de 1684, fue a la Universidad de Cambridge para discutirlo con Isaac Newton, al igual que lo había hecho John Flamsteed cuatro años antes, solo para descubrir que Newton había resuelto el problema, a instancias de Flamsteed con respecto a la órbita del cometa Kirch, sin publicar la solución. Halley pidió ver los cálculos y Newton le dijo que no podía encontrarlos, pero prometió rehacerlos y enviarselos más tarde, lo que finalmente hizo, en un breve tratado titulado Sobre el movimiento de los cuerpos en una órbita. Halley reconoció la importancia del trabajo y regresó a Cambridge para arreglar su publicación con Newton, quien en su lugar lo amplió en su Philosophiæ Naturalis Principia Mathematica  publicado a expensas de Halley en 1687. Los primeros cálculos de Halley con cometas fueron por lo tanto para la órbita del cometa Kirch, según las observaciones de Flamsteed hechas en 1680-1681. Aunque iba a calcular con precisión la órbita del cometa de 1682, sus cálculos de la órbita del cometa Kirch fueron inexactos. Indicaron una periodicidad de 575 años, apareciendo así en los años 531 y 1106, y presumiblemente anunciando la muerte de Julio César de manera similar en el 45 a.C. Ahora se sabe que tiene un período orbital de alrededor de 10.000 años.
En 1691, Halley construyó una campana de buceo, un dispositivo en el que la atmósfera se reabastecía por medio de barriles pesados de aire enviados desde la superficie. En una demostración, Halley y cinco compañeros se sumergieron a 60 pies (18 m) en el río Támesis y permanecieron allí durante más de una hora y media. La campana de Halley era de poca utilidad para trabajos prácticos de salvamento, ya que era muy pesada, pero la desarrolló con el tiempo y luego mejoró su tiempo de exposición bajo el agua a más de 4 horas.  Halley sufrió uno de los primeros casos registrados de barotrauma del oído medio.. Ese mismo año, en una reunión de la Royal Society, Halley presentó un modelo de trabajo rudimentario de una brújula magnética usando una carcasa llena de líquido para amortiguar el movimiento oscilante y tambaleante de la aguja magnetizada.
En 1691, Halley quiso obtener el puesto de profesor Saviliano de astronomía en Oxford. Siendo candidato, se enfrentó a la animosidad del astrónomo real, John Flamsteed, y al de la Iglesia Anglicana que cuestionaban sus puntos de vista religiosos, en gran parte debido a que había dudado de la edad de la Tierra como se indica en la Biblia. Después de que Flamsteed le escribiera a Newton para reunir apoyo contra Halley, Newton le respondió con la esperanza de una reconciliación, pero no tuvo éxito. A la candidatura de Halley se opusieron tanto el arzobispo de Canterbury, John Tillotson, como el obispo Edward Stillingfleet, y el cargo recayó en David Gregory, quien contó con el apoyo de Newton.
En 1692, Halley propuso la idea de una Tierra hueca que constaba de una capa de unos 800 km de espesor, dos capas internas concéntricas y un núcleo más interno. Sugirió que las atmósferas separaban estas capas, y que cada capa tenía sus propios polos magnéticos, girando cada esfera a una velocidad diferente. Halley propuso este esquema para explicar las lecturas anómalas de la brújula. Imaginó que cada región interior tenía una atmósfera propia y que era luminosa (y posiblemente habitada), y especuló que los escapes de ese gas atmosférico causaban la aurora borealis. Sugirió: «Los rayos de la aurora se deben a partículas, que se ven afectadas por el campo magnético, los rayos paralelos al campo magnético de la Tierra».
En 1693, Halley publicó un artículo sobre las rentas vitalicias, que presentaba un análisis de la edad al morir sobre la base de las estadísticas de Breslau que Caspar Neumann había podido proporcionar. Este artículo permitía al gobierno británico vender rentas vitalicias a un precio adecuado en función de la edad del comprador. El trabajo de Halley influyó fuertemente en el desarrollo de la ciencia actuarial. La construcción de la tabla de vida de Breslau, que siguió al trabajo más primitivo de John Graunt, ahora se considera un acontecimiento importante en la historia de la demografía.
La Royal Society censuró a Halley por sugerir en 1694 que la historia del diluvio de Noé podría ser un relato del impacto de un cometa. Casi tres siglos después se propuso una teoría similar de forma independiente, hipótesis del bólido de Tollmann, pero generalmente es rechazada por los geólogos.
En 1696, Newton fue nombrado director de la Royal Mint y nombró a Halley como contralor adjunto de la Chester Mint. Halley pasó dos años supervisando la producción de monedas. Mientras estaba allí, atrapó a dos empleados robando metales preciosos. Él y el director local hablaron sobre el esquema, sin saber que el dueño local de la casa de la moneda se estaba beneficiando de él.
En 1698, el zar de Rusia (más tarde conocido como Pedro el Grande) estaba de visita en Inglaterra y esperaba que Newton estuviera disponible para entretenerlo. Newton envió a Halley en su lugar. Él y el zar congenieron enr la ciencia y el brandy. Según un relato discutido, una noche, estando ambos borrachos, Halley empujó jovialmente al zar por Deptford en una carretilla.

### Años de exploración

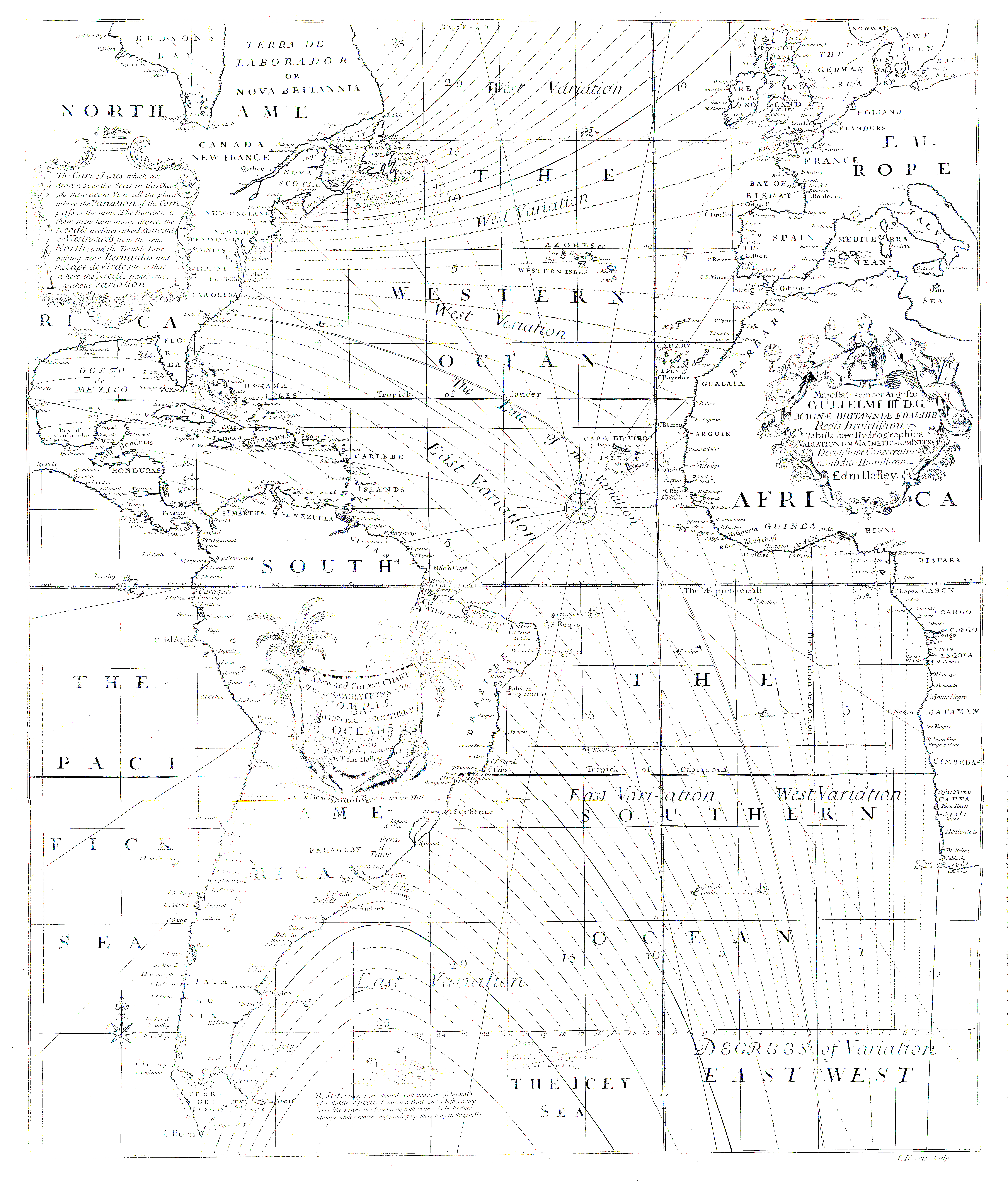
Mapa de Halley de 1701 que muestra las líneas isogónicas de igual declinación magnética en el Atlántico.

En 1698, a instancias del rey Guillermo III, Halley recibió el mando del Paramour, un pingue de 16 m, para que pudiera llevar a cabo investigaciones en el Atlántico Sur sobre las leyes que rigen la variación de la brújula, como así como afinar las coordenadas de las colonias inglesas en las Américas. El 19 de agosto de 1698, tomó el mando del barco y, en noviembre de 1698, zarpó en lo que fue el primer viaje puramente científico de un barco de guerra inglés. Lamentablemente surgieron problemas de insubordinación sobre cuestiones de la competencia de Halley para comandar un barco. Halley retornó el barco a Inglaterra para proceder contra los oficiales en julio de 1699. El resultado fue una leve reprimenda para sus hombres y el descontento de Halley, quien sintió que la corte había sido demasiado indulgente. A partir de entonces, Halley recibió una comisión temporal como capitán de la Royal Navy, volvió a poner en servicio al Paramour el 24 de agosto de 1699 y navegó de nuevo en septiembre de 1699 para realizar amplias observaciones sobre las condiciones del magnetismo terrestre.  Esta tarea la cumplió en un segundo viaje por el Atlántico que duró hasta el 6 de septiembre de 1700 y se extendió desde los 52ºN hasta los 52ºS. Los resultados fueron publicados en General Chart of the Variation of the Compass (1701). Esta fue la primera carta de este tipo que se publicó y la primera en la que aparecieron líneas isogónicas o halleyanas. El uso de tales líneas inspiró ideas posteriores como las de las isotermas de Alexander von Humboldt en sus mapas. En 1701, Halley hizo un tercer y último viaje en el Paramour para estudiar las mareas del Canal de la Mancha. En 1702, la reina Ana lo envió en misiones diplomáticas a otros líderes europeos.

### Vida como académico

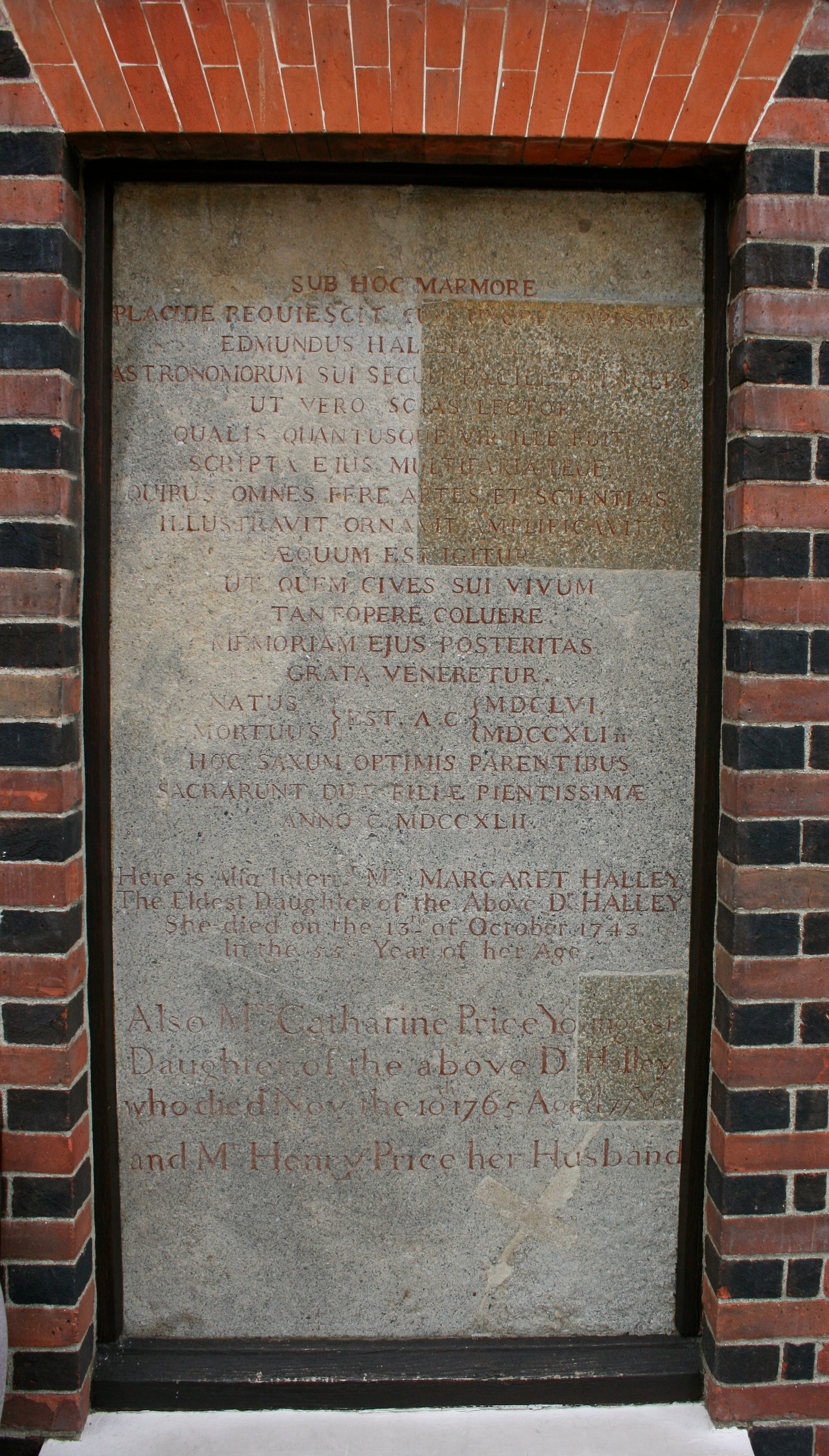
La lápida de Edmond Halley, reubicada en el Royal Observatory, Greenwich; no está enterrado allí, sino en St Margaret's, Lee, a unos 30 minutos a pie hacia el sur

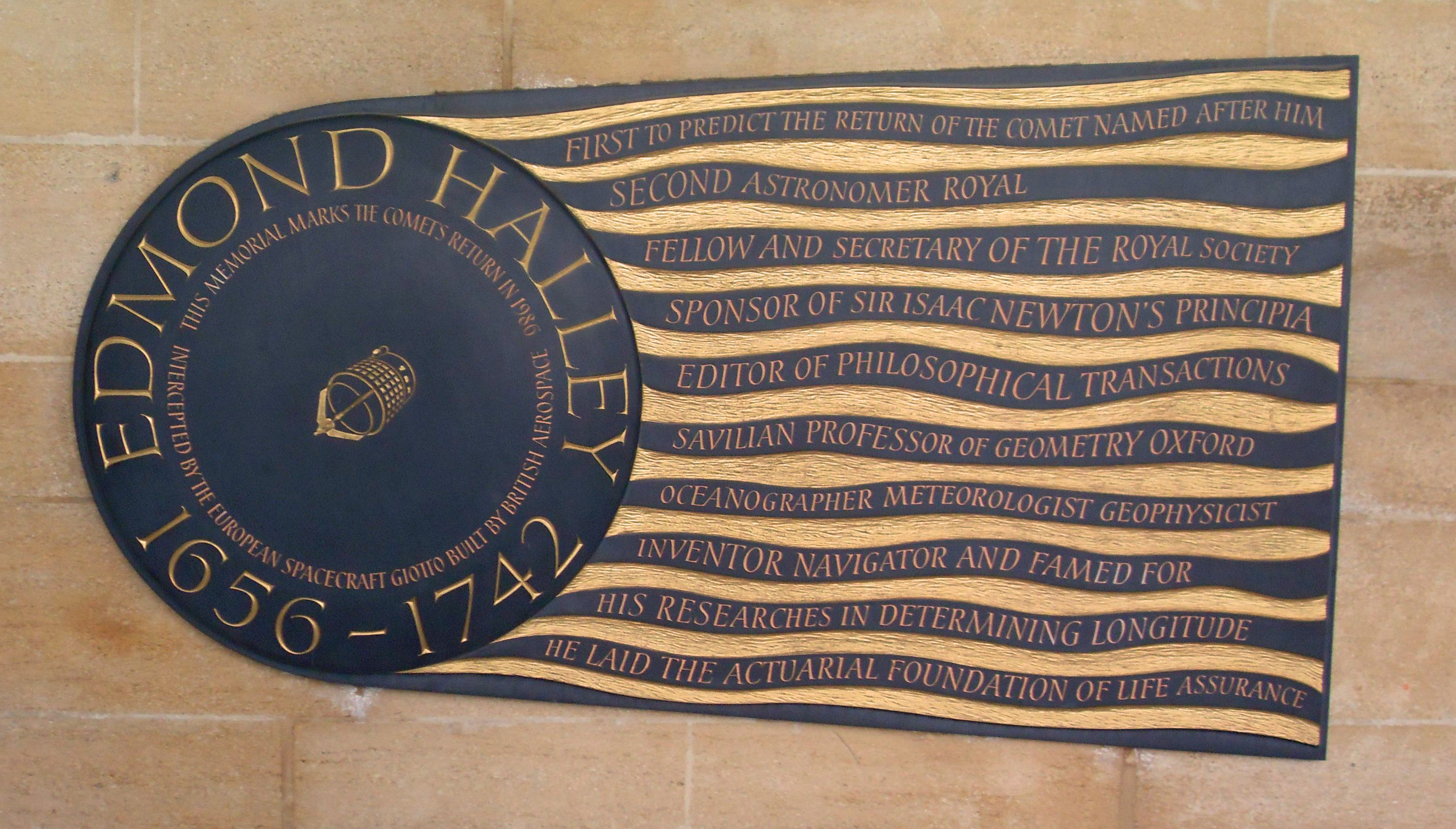
Placa simulando un cometa dedicada a Halley en el claustro sur de la abadía de Westminster

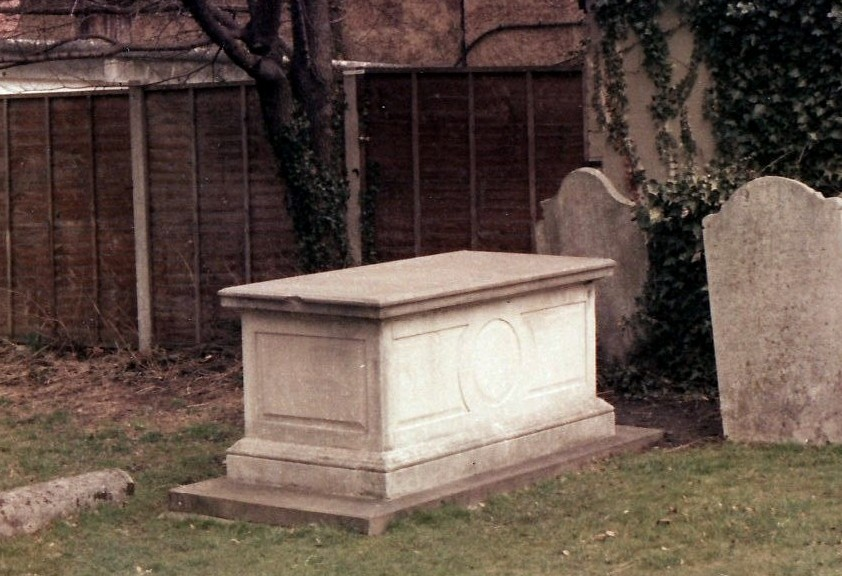
Tumba de Halley

En noviembre de 1703, Halley fue nombrado profesor Saviliano de geometría en la Universidad de Oxford, habiendo muerto sus enemigos teológicos, John Tillotson y el obispo Stillingfleet. En 1705, aplicando métodos de astronomía histórica, publicó el artículo Astronomiae cometicae synopsis [Una sinopsis de la astronomía de los cometas]; en esto, expresó su creencia de que los avistamientos de cometas de 1456, 1531, 1607 y 1682 eran del mismo cometa y que regresaría en 1758.  Halley no vivió para presenciar el regreso del cometa, pero cuando sucedió, el cometa pasó a ser conocido generalmente como el cometa Halley.
En 1706 Halley había aprendido árabe y completó la traducción iniciada por Edward Bernard de los Libros V-VII de las Cónicas de Apolonio a partir de copias encontradas en la Universidad de Leiden y en la Biblioteca Bodleiana de Oxford. También completó una nueva traducción de los primeros cuatro libros del griego original que había iniciado el difunto David Gregory. Los publicó junto con su propia reconstrucción del Libro VIII en la primera edición latina completa en 1710. El mismo año, recibió un grado honorario de doctor en leyes de Oxford.
En 1716, Halley, tras cronometrar el tránsito de Venus, avanzó una medida muy precisa de la distancia entre la Tierra y el Sol. Al hacerlo, estaba siguiendo el método descrito por James Gregory en  Optica Promota  (en el que también se describe el diseño del telescopio gregoriano). Es razonable suponer que Halley poseía y había leído ese libro dado que el diseño gregoriano era el principal diseño de los telescopios utilizados en astronomía en su época. No es mérito de Halley que no reconociera la prioridad de Gregory en este asunto. En 1717-1718 descubrió el movimiento propio de las estrellas «fijas» (publicándolo en 1718)) al comparar sus medidas astrométricas con las dadas en el Almagesto de Ptolomeo. Observó que Arcturus y Sirius se habían movido significativamente, el último progresando 30 minutos de arco (aproximadamente el diámetro de la luna) hacia el sur en 1800 años.
En 1720, junto con su amigo el anticuario William Stukeley, Halley participó en el primer intento de fechar científicamente Stonehenge. Suponiendo que el monumento se había diseñado utilizando una brújula magnética, Stukeley y Halley intentaron calcular la desviación percibida introduciendo correcciones de los registros magnéticos existentes y sugirieron tres fechas (460 a. C., 220 d. C. y 920 d. C.), siendo la más antigua la aceptada. Esas fechas estaban equivocadas en miles de años, pero la idea de que se podrían usar métodos científicos para fechar monumentos antiguos fue revolucionaria en su día..
Halley sucedió a John Flamsteed en 1720 como astrónomo real, un cargo que ocupó Halley hasta su muerte en 1742 a la edad de 85 años. Fue enterrado en el cementerio de la antigua iglesia de St Margaret en  Lee Terrace, Blackheath (reconstruida desde entonces). Fue enterrado en la misma bóveda que el astrónomo real John Pond; la tumba sin nombre del también astrónomo real Nathaniel Bliss está cerca. Su lápida original fue transferida por el Almirantazgo cuando la iglesia original de Lee fue demolida y reconstruida; se puede ver hoy en la pared sur de la Camera obscura en el Real Observatorio de Greenwich. Su tumba marcada se puede ver en la iglesia de St Margaret, en Lee Terrace.
A pesar de la persistente idea errónea de que Halley recibió el título de caballero, no fue así. La idea se remonta a textos astronómicos estadounidenses como el An Elementary Treatise on Astronomy, de William Augustus Norton de 1839, posiblemente debido a las ocupaciones reales de Halley y a las relaciones con sir Isaac Newton.

## Vida personal
Halley se casó con Mary Tooke en 1682 y se estableció en Islington. La pareja tuvo tres niños. Halley murió el 14 de enero de 1742, después de haber visto morir a su esposa cuatro años antes, y a su hijo en el mismo año.

## Halley y los cometas

### Los cometas en la época de Halley

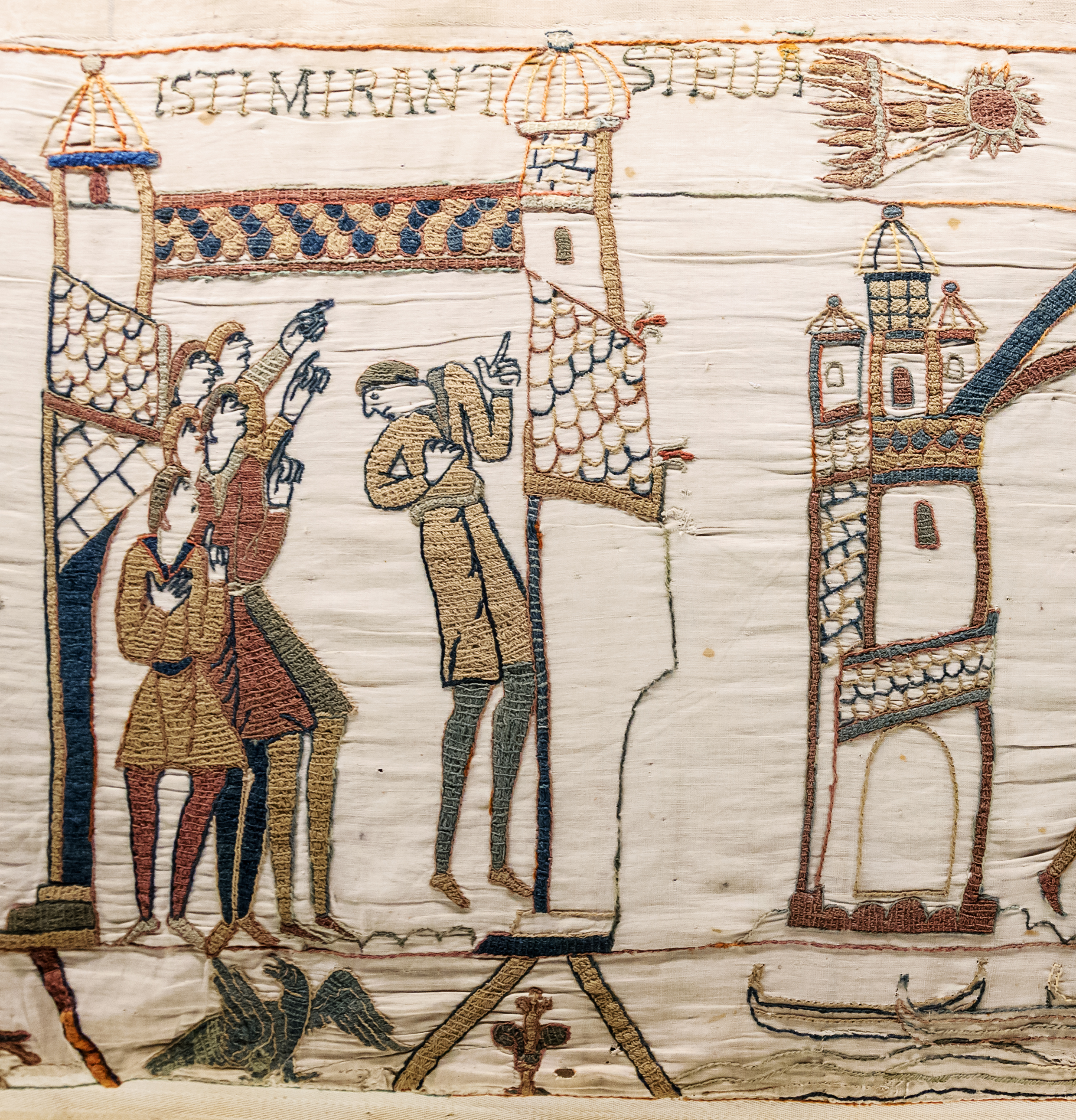
El cometa en el tapiz de Bayeux.

La idea de que los cometas eran de naturaleza idéntica a los planetas (es decir, un cuerpo celeste en movimiento) e incluso de que tenían su propia órbita no era desconocida para los antiguos:

Algunos filósofos itálicos y algunos de los llamados pitagóricos afirman que el cometa es uno de los planetas, que sólo aparece en un intervalo muy largo y cuya ascensión recta es muy pequeña.
Quelques philosophes italiques et quelques-uns de ceux qu'on appelle pythagoriciens assurent que la comète est une des planètes, laquelle n'apparaît qu'à un très long intervalle et dont l'ascension est fort petite.
Aristóteles, Meteorología, Libro I, cap. VI, § 3.

Aunque no está claramente expresada, esta opinión contiene en germen la idea del retorno periódico de los cometas, astros celestes por naturaleza.
Aristóteles, por su parte, veía los cometas como fenómenos puramente atmosféricos («sublunares»), porque el cielo, constituido por la «esfera de las estrellas fijas», se declaraba como «fijo e inmutable» en su sistema del mundo. Esta concepción aristotélica del universo perduró durante varios siglos, hasta que Tycho Brahe la puso en tela de juicio al observar la supernova de 1572: obviamente, contrariamente a la afirmación de Aristóteles y de la Iglesia (aristotélica desde Tomás de Aquino), los cielos no eran estáticos. El golpe fatal se asestó a esa concepción del mundo cinco años después, durante la aparición del Gran Cometa de 1577, que permaneció visible durante muchos meses, lo que permitió a Brahe construir con sus colegas las más diversas hipótesis sobre esos nuevos cuerpos celestes.
Sin embargo, si la Iglesia se vio obligada a reconocer la naturaleza «planetaria» de los cometas, no se cuestionó su razón de ser: los cometas fueron siempre considerados como signos divinos, la mayoría de las veces presagios de la ira del Creador. Como tales, los cometas tenían que ser fenómenos impredecibles, como podría ser cualquier mensaje divino motivado en respuesta a cualquier acción humana.
También a este respecto, se consideraba que «por naturaleza» la órbita de los cometas tenía que ser parabólica —hipótesis formulada por Johannes Hevelius ya en el siglo XVII—, realizando cada cometa un único paso alrededor del Sol. Esta teoría se acomodaba bien con las observaciones de la época: en efecto, en las inmediaciones del Sistema Solar interno (por lo tanto, desde el punto de vista de un observador terrestre), es muy difícil diferenciar una elipse muy alargada del extremo de una parábola. Además, la precisión de los instrumentos de la época era insuficiente para poder diferenciar dos órbitas tan cercanas. La órbita parabólica de los cometas era, por tanto, la norma cuando el joven Edmond Halley empezó a observar el cielo.

### El reto del científico

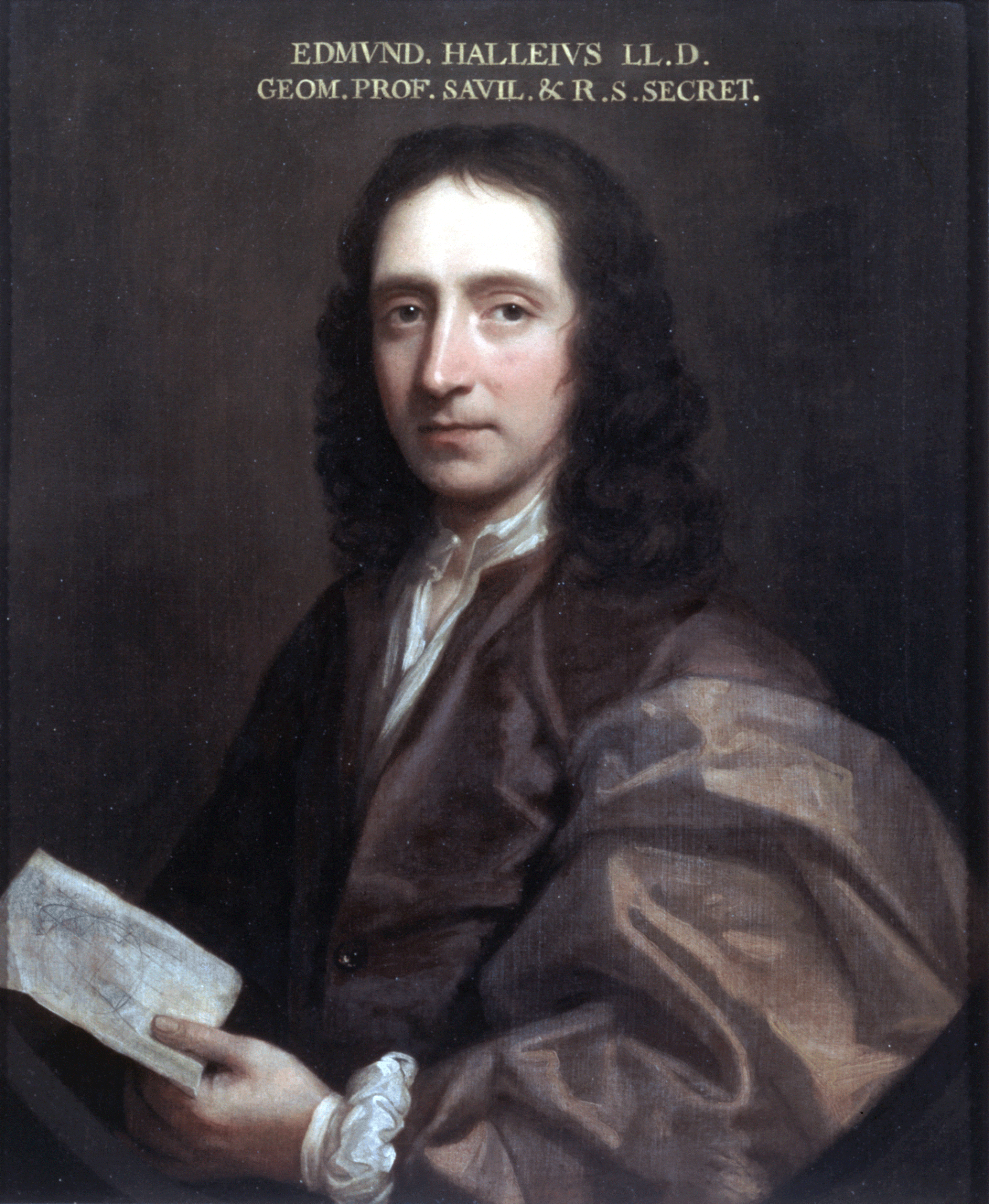
Retrato de Edmond Halley pintado por Thomas Murray en 1687.

La primera observación «oficial» de un cometa por Halley fue la que hizo en 1680 —la misma que inspiró Pensées sur la comète [Pensamientos sobre el cometa] de Pierre Bayle— en un barco que cruzaba el Canal de la Mancha para llevarlo a Francia. Fue Jean-Dominique Cassini, descubridor de la división de los anillos de Saturno, quien le dio una calurosa bienvenida en el observatorio real de París, y quien guio al joven hacia la hipótesis de un retorno periódico de los cometas:

El señor Cassini me hizo el favor de confiarme sus lecturas del cometa cuando me preparaba para salir de la ciudad; además de las observaciones que hizo en la fecha del 18 de marzo (1681), me presentó una teoría sobre su movimiento, a saber, que el cometa es el mismo que se le apareció a Tycho (Brahe) en el año 1577, que su revolución describe un gran círculo en el que está comprendida la Tierra.
Monsieur Cassini m’a fait la faveur de me confier ses relevés de la comète alors que je me préparais à quitter la ville ; en plus des observations qu’il effectua à la date du 18 mars (1681), il m’a soumis une théorie sur son mouvement, à savoir que la comète est celle-là même qui apparut à Tycho (Brahe) en l’an 1577, que sa révolution décrit un grand cercle dans lequel est comprise la Terre.
Alan H. Cook, Edmond Halley: Charting the Heavens and the Seas, Clarendon Press, 1998, p. 115.

De hecho, Cassini había notado que tres cometas venían de la misma parte del cielo con velocidades similares: si la paternidad de la hipótesis de un retorno periódico de los cometas corresponde a Cassini, es Halley quien se tomará el tema lo suficientemente en serio como para tratar de validarlo científicamente. Pero, aunque el tema parecía fascinar al joven, será solo diez años después cuando abordará su demostración.
En 1682 observó el cometa poco espectacular que más tarde llevaría su nombre, pero dejó sólo unas pocas notas en su cuaderno. Su encuentro con Isaac Newton, en agosto de 1684, pareció reavivar el ardor científico de Halley, que se había hundido un tanto en la rutina tras su encuentro y su matrimonio con Mary Tooke con quien —todos los testimonios coinciden en este punto— vivirá un sincero y apasionado idilio durante casi cincuenta y cinco años.
Mencionará muchas veces en su correspondencia el inmenso interés que tenía en este tema de estudio:

La opinión de Aristóteles (…) a saber, que los cometas no eran más que vapores sublunares o meteoros aéreos […] prevaleció tanto entre los griegos, que esta parte la más sublime de la astronomía fue totalmente descuidada; desde entonces, nadie encontraba digno de interés observar y relatar las andanzas y las trayectorias inciertas de los vapores que flotan en el éter.
L’opinion d’Aristote (…) à savoir que les comètes n’étaient rien d’autre que des vapeurs sublunaires ou des météores aériens […] prévalut à ce point chez les Grecs, que cette partie la plus sublime de l’astronomie fut totalement négligée ; depuis ce temps, nul ne trouve digne d’intérêt d’observer et de relater les errements et les trajectoires incertaines des vapeurs flottant dans l’éther.

Halley y Newton mantuvieron una profunda amistad, y fue juntos que alimentarán su pasión por los cometas. Así, retomando punto por punto las observaciones ya realizadas, y apoyándose en el trabajo de Newton sobre la ley de la gravitación, demostrarán que los cometas deberían tener las mismas órbitas que los planetas. Cuando apareció la principal obra de Newton en 1687, los Principia, sin duda una de las obras científicas más notables del siglo XVII, Halley escribió un vibrante homenaje al genio de Newton como prefacio.
Por lo tanto, fue a los de treinta y nueve años de edad cuando Halley abordó el problema que más tarde le aseguraría su notoriedad. Para ello, se comprometió a identificar todos los pasos cometarios de un pasado reciente y lejano. Le ayudó en eso la suerte, siendo su siglo, por un capricho de la naturaleza, más provisto de cometas que los siglos precedentes. Su investigación lo retrotrajo a los testimonios de Plinio el Viejo o Séneca. Recalculó las órbitas de 24 cometas que pasaron por el perihelio entre 1337 y 1698. Fue un trabajo titánico, minucioso y de larga duración. Logró, después de varios años, aislar tres pasajes que tuvieron lugar en 1531, 1607 y 1682.
|                                     | 1531    | 1607    | 1682    |
| Longitud del perihelio              | 301°39' | 302°16' | 302°53' |
| Inclinación de la órbita            | 17°56'  | 17°2    | 17°56'  |
| Distancia del Sol al perihelio (UA) | 0,587   | 0,5868  | 0,583   |

Aunque la correspondencia parecía perfecta entre estos datos, a Halley le preocupaban las ligeras diferencias que no podían explicarse únicamente por las imprecisiones de las mediciones. Además, el intervalo variaba en más de un año. Halley planteó la hipótesis de que alguna fuerza, aún sin explicar, era responsable de tales discrepancias, pero no pudo convencerse de ello por falta de una explicación científica rigurosa. Abriéndose a Newton, este último le sugirió que calculara las posibles perturbaciones gravitatorias entre su cometa y otros cometas. Algunos cálculos le mostraron la falsedad de esa hipótesis, pero fue suficiente para estimular su mente lo suficiente como para que comenzara a calcular las perturbaciones causadas por Júpiter y Saturno (entonces el último planeta conocido en el Sistema Solar). Los cálculos mostraron entonces una correlación casi perfecta entre su teoría y los pasajes observados.
A raíz de estos resultados, publicó en 1705 los resultados de su trabajo en una obra titulada A Synopsis of the Astronomy of Comets [Una sinopsis de la astronomía de los cometas], y en la que consideraba que los tres cometas observados respectivamente por Apien en 1531, por Kepler en 1607 y por él mismo en 1682 eran el mismo cometa e hizo la predicción, totalmente científica, del regreso de ese cometa para la Navidad de 1758. Halley sabía, por lo tanto, mientras escribía este estudio, que nunca vería la confirmación de esos cálculos durante su vida, y que el siguiente paso tendría que tener lugar en el año de sus ciento dos años.
Fue en ese trabajo donde también mencionó, implícitamente, la posibilidad de un «almacen de cometas», que será formalmente teorizado dos siglos después por Jan Oort (y ahora conocido como la nube de Oort):

[…] lo que [lo anterior] me hace sospechar [que] podría haber un número mucho mayor de ellos [cometas], que moviéndose hacia regiones más distantes del Sol, se vuelven muy oscuros; y sin cola, pasa hacia nosotros permaneciendo invisible.
[…] ce qui [ce qui précède] me fait suspecter [qu']il pourrait y en [les comètes] avoir un nombre bien plus grand, qui se déplaçant dans des régions plus éloignées du Soleil, deviennent très obscures ; et n'ayant pas de queue, passent vers nous en restant invisibles.
A Synopsis of the Astronomy of Comets, Edmund Halley

### Triunfo póstumo

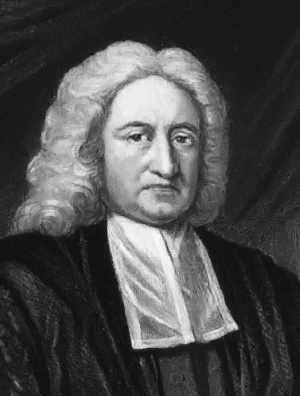
Edmond Halley

Cuando Halley había vaticinado el regreso del cometa para 1758, su profecía despertó poco entusiasmo: de hecho, se emplazaba más de medio siglo en el futuro. Y cuando Halley murió en 1742, los obituarios se extendieron sobre sus expediciones marítimas, sus descubrimientos y sobre la campana de buceo de la que fue inventor, y silenciaron su predicción cometaria, que cayó en el olvido.
Sin embargo, en 1757, un matemático francés, Alexis Clairaut, tomó la decisión de utilizar los cálculos de Halley para, mejorando la precisión de esos cálculos, predecir la fecha de regreso del cometa con mayor exactitud. Los plazos eran cortos, y debían rehacerse los cálculos y publicarlos antes de que éste reapareciera, a fin de atajar cualquier acusación de engaño. Los cálculos de la interacción gravitacional del cometa con la Tierra, Júpiter y Saturno eran colosales para el corto período de tiempo de que disponía, poco más de un año. Por tanto, pidió ayuda a Joseph Jérôme Lefrançois de Lalande y a la matemática Nicole-Reine Lepaute.
Después de meses de cálculos, el equipo de los tres astrónomos «oficiales» anunció, en noviembre de 1758, que el cometa atravesaría el perihelio el 13 de abril de 1759. La comunidad astronómica mundial, y en ella algunos de los que cuestionaban la predicción de Halley y aún no veían nada en la Navidad de 1758, volvieron a escudriñar febrilmente el cielo. El 25 de diciembre de 1758, el cometa fue visto por un observador cerca de Dresde en la ubicación exacta que había predicho Halley, y alcanzó su perihelio el 13 de marzo de 1759, exactamente un mes antes de la fecha fijada por Lepaute, Lalande y Clairaut.
Tres años antes de su muerte, Edmund Halley afirmó: «Si se realiza el regreso planeado por nosotros para el año 1758, la posteridad imparcial no se negará a reconocer que fue un inglés quien lo anunció por primera vez». Este deseo fue en gran parte concedido, ya que la comunidad de astrónomos decidió, tras este éxito póstumo, dar el nombre de Halley al cometa.